# Държавен глава (филм)
„Държавен глава“ (на английски: Head of State) е американска политическа комедия от 2003 г. с участието на Крис Рок, който е режисирал, продуцирал и съ-сценирал филма. Отбелява режисьорския дебют на Рок, който преди работеше като актьор, продуцент и сценарист. Това е последният филм на оператора Доналд Торин, който почина през 2016 г., и не е работил по филм преди 13 години.